# 沃尔夫斯贝格 (图林根州)
沃尔夫斯贝格（德語：Wolfsberg，發音：[ˈvɔlfsbɛʁk]）是德国图林根州伊尔姆县曾经的一个市镇，面积28.63平方千米，2016年12月31日人口为2,918人。2018年7月6日，沃尔夫斯贝格与另外3个市镇并入市镇伊尔默瑙。